# 포크스 고등학교
포크스 고등학교(Forks High School)는 워싱턴주 포크스에 있는 고등학교이다. 스테프니 메이어의 소설 트와일라잇에 등장한다.

## 공식 웹사이트
- (영어) 공식 웹사이트